# Saison 2 de Switched
Chronologie
Saison 1 Saison 3
Cet article représente le guide des épisodes de la deuxième saison de la série télévisée américaine Switched.

## Généralités
- Le 17 août 2012, ABC Family a renouvelé la série pour une deuxième saison[1], diffusée depuis le 7 janvier 2013[2].
- Au Canada, elle est diffusée en simultané sur ABC Spark.

## Distribution

### Acteurs principaux
- Katie Leclerc (VF : Chloé Berthier) : Daphné Paloma Vasquez
- Vanessa Marano (VF : Kelly Marot) : Bay Madeleine Kennish
- Constance Marie (VF : Anne Dolan) : Régina Lourdes Vasquez
- D. W. Moffett (VF : Pierre Tessier) : John Kennish
- Lea Thompson (VF : Céline Monsarrat) : Kathryn Kennish
- Lucas Grabeel (VF : Alexis Tomassian) : Toby Kennish
- Sean Berdy : Emmett Bledsoe
- Gilles Marini (VF : Thomas Roditi) : Angelo Sorrento[3]

### Acteurs récurrents
- Marlee Matlin (VF : Pauline Brunel) : Melody Bledsoe
- Ivonne Coll (VF : Julie Carli) : Adriana Vasquez
- Ryan Lane (VF : Grégory Quidel) : Travis
- Maiara Walsh (VF : Aurélie Fournier) : Simone Sinclair
- Stephen Lunsford : Teo
- Max Lloyd-Jones (VF : Julien Alluguette) : Noah
- Cassi Thomson (VF : Claire Baradat) : Nikki Papagus
- Justin Bruening (VF : Axel Kiener) : le chef Jeff Reycraft
- Annie Ilonzeh (VF : M'Bembo) : Lana Bracelet

### Invités
- William Lucking : Bill Kennish, père de John[4] (épisode 5)
- Zoey Deutch : Eliza Sawyer[5] (épisodes 7 et 8)
- Matt Kane (en) (VF : Fabrice Fara) : Jace[6] (épisodes 11 et 17)
- Allison Scagliotti-Smith : Aida[7] (épisode 16)
- Laurie Holden : Carolyn Kennish (épisode 17)
- Larry Sullivan (en) : Leo[8] (épisode 17)
- Joey Lauren Adams (VF : Virginie Ledieu) : Mme Papagus, la mère de Nikki[9] (épisodes 19 et 20)
- John Keston (VF : Jean-Michel Vaubien) : Carter (épisode 21)

## Épisodes

### Épisode 1:Opportunités à saisir
- États-Unis : 7 janvier 2013
- France : 19 juin 2015 sur 6ter
- Québec : 7 avril 2015 sur VRAK.TV
- Belgique : 21 novembre 2016 sur AB3

- États-Unis : 1,7 million de téléspectateurs[10]

- Jessica Tuck : Merkie

### Épisode 2:Les Enfants du silence
- États-Unis : 14 janvier 2013
- France : 19 juin 2015 sur 6ter
- Québec : 14 avril 2015 sur VRAK.TV
- Belgique : 21 novembre 2016 sur AB3

- États-Unis : 1,65 million de téléspectateurs[11]

### Épisode 3:Le Jeu de la tolérance
- États-Unis : 21 janvier 2013
- France : 19 juin 2015 sur 6ter
- Québec : 21 avril 2015 sur VRAK.TV
- Belgique : 22 novembre 2016 sur AB3

- États-Unis : 1,744 million de téléspectateurs[12]

### Épisode 4:Devine qui vient diner?
- États-Unis : 28 janvier 2013
- France : 26 juin 2015 sur 6ter
- Québec : 28 avril 2015 sur VRAK.TV
- Belgique : 22 novembre 2016 sur AB3

- États-Unis : 1,76 million de téléspectateurs[13]

- Robert Curtis Brown : Ivan Ronan
- Shashawnee Hall : Julian Spencer
- Todd Williams : Zane

### Épisode 5:Un monde sans pitié
- États-Unis : 4 février 2013
- France : 26 juin 2015 sur 6ter
- Québec : 5 mai 2015 sur VRAK.TV
- Belgique : 23 novembre 2016 sur AB3

- États-Unis : 1,794 million de téléspectateurs[14]

- William Lucking (Bill Kennish, père de John)

### Épisode 6:L'Anti Saint Valentin
- États-Unis : 11 février 2013
- France : 26 juin 2015 sur 6ter
- Québec : 12 mai 2015 sur VRAK.TV
- Belgique : 23 novembre 2016 sur AB3

- États-Unis : 1,65 million de téléspectateurs[15]

### Épisode 7:Les Vieux Démons
- États-Unis : 18 février 2013
- France : 3 juillet 2015 sur 6ter
- Québec : 19 mai 2015 sur VRAK.TV
- Belgique : 24 novembre 2016 sur AB3

- États-Unis : 1,519 million de téléspectateurs[16]

- Zoey Deutch (Eliza Sawyer)

### Épisode 8:Sauver Carlton
- États-Unis : 25 février 2013
- France : 3 juillet 2015 sur 6ter
- Québec : 26 mai 2015 sur VRAK.TV
- Belgique : 24 novembre 2016 sur AB3

- États-Unis : 1,69 million de téléspectateurs[17]

- Zoey Deutch (Eliza Sawyer)

### Épisode 9:Résistance
- États-Unis : 4 mars 2013
- France : 3 juillet 2015 sur 6ter
- Québec : 2 juin 2015 sur VRAK.TV
- Belgique : 25 novembre 2016 sur AB3

- États-Unis : 1,627 million de téléspectateurs[18]

### Épisode 10:Amères victoires
- États-Unis : 11 mars 2013
- France : 3 juillet 2015 sur 6ter
- Québec : 16 juin 2015 sur VRAK.TV
- Belgique : 25 novembre 2016 sur AB3

- États-Unis : 1,75 million de téléspectateurs[20]

### Épisode 11:Faux départs
- États-Unis : 10 juin 2013[21]
- Québec : 23 juin 2015 sur VRAK.TV
- Belgique : 28 novembre 2016 sur AB3

- États-Unis : 1,66 million de téléspectateurs[22]

### Épisode 12:Mères et filles
- États-Unis : 17 juin 2013
- Québec : 30 juin 2015 sur VRAK.TV
- Belgique : 28 novembre 2016 sur AB3

- États-Unis : 1,62 million de téléspectateurs[23]

- B.K. Cannon : Mary Beth Tucker
- Morgan Krantz : Mac
- Blair Redford : Tyler 'Ty' Mendosa

### Épisode 13:Des problèmes et des ados
- États-Unis : 24 juin 2013
- Québec : 7 juillet 2015 sur VRAK.TV
- Belgique : 29 novembre 2016 sur AB3

- États-Unis : 1,76 million de téléspectateurs[24]

- Matt Kane : Jace

### Épisode 14:Des cœurs fragiles
- États-Unis : 1er juillet 2013
- Québec : 14 juillet 2015 sur VRAK.TV
- Belgique : 29 novembre 2016 sur AB3

- États-Unis : 1,611 million de téléspectateurs[25]

### Épisode 15:Et si...
- États-Unis : 8 juillet 2013
- Québec : 21 juillet 2015 sur VRAK.TV
- Belgique : 30 novembre 2016 sur AB3

- États-Unis : 2,016 millions de téléspectateurs[26]

### Épisode 16:Aux petits soins
- États-Unis : 15 juillet 2013
- Québec : 28 juillet 2015 sur VRAK.TV

- États-Unis : 1,751 million de téléspectateurs[27]

### Épisode 17:À deux, on est plus forts
- États-Unis : 22 juillet 2013
- Québec : 4 août 2015 sur VRAK.TV
- Belgique : 1er décembre 2016 sur AB3

- États-Unis : 1,764 million de téléspectateurs[28]

### Épisode 18:Des vérités dures à dire
- États-Unis : 29 juillet 2013
- Québec : 11 août 2015 sur VRAK.TV
- Belgique : 1er décembre 2016 sur AB3

- États-Unis : 1,758 million de téléspectateurs[29]

### Épisode 19:David contre Goliath
- États-Unis : 5 août 2013
- Québec : 18 août 2015 sur VRAK.TV
- Belgique : 2 décembre 2016 sur AB3

- États-Unis : 1,687 million de téléspectateurs[30]

### Épisode 20:Un mariage et deux enterrements
- États-Unis : 12 août 2013
- Belgique : 2 décembre 2016 sur AB3

- États-Unis : 1,599 million de téléspectateurs[31]

### Épisode 21:Le Temps d'un été
- États-Unis : 19 août 2013
- Québec : 8 septembre 2015 sur VRAK.TV
- Belgique : 5 décembre 2016 sur AB3

- États-Unis : 1,96 million de téléspectateurs[32]